# 望月修一
望月 修一（もちづき しゅういち）は、日本の生体医工学者・医学者。大阪工業大学工学部生体医工学科（現：生命工学科）元准教授。 医学博士（東京大学）。元大阪大学大学院医学系研究科招へい教授。日本医療研究開発機構(AMED) 開発途上国・新興国等における医療技術等実用化研究事業課題評価2022委員長。医薬品医療機器総合機構(PMDA)スペシャリスト。
専門は、医用生体工学・医学・生命科学/ライフサイエンス（特に人工心臓・人工臓器）、医薬品・医療機器評価学。

## 略歴
1999年東京大学大学院医学系研究科生体物理医学専攻博士課程修了、医学博士（東京大学）。2002年同大学大学院医学系研究科助手などを経て、2006年大阪工業大学工学部生体医工学科（現：生命工学科）助教授。2007年同学科准教授、2010年同大学退職。大阪工業大学においては、2006年に新設された生体医工学科（のちの、生命工学科）で医工学研究室を担当し、初期の医用生体工学・医学の研究推進・医工連携に貢献した。
その後、医薬品医療機器総合機構(PMDA)で臨床医学・医療機器審査の主任専門員を務め、2012年大阪大学大学院医学系研究科招へい教授。国立国際医療研究センター(NCGM)臨床研究センター医療情報解析研究部部長、山梨大学特任教授などを経て、2017年医薬品医療機器総合機構(PMDA)スペシャリスト。 2022年日本医療研究開発機構(AMED) 開発途上国・新興国等における医療技術等実用化研究事業課題評価委員長。

## 主な研究
- 波動型人工心臓のポンプ拍出量およびポンプ揚程推定のためのモデル構築 〜人工心臓の血液ポンプの開発
- 永久使用体内埋込型人工心臓の研究開発
- 小児用人工心臓のためのピボット式波動型人工心臓の開発研究
- 化学発光を利用した人工臓器内溶血のイメージング法の開発[6]
- 血管壁の加熱融着による下肢静脈瘤の治療に関する基礎研究
- 培養細胞から毛細血管を生成する組織再構築に関する基礎的研究
- 内視鏡下手術支援ローカル操作型看脱式術具マニピュレータ(LODEM)[7]

医用生体工学・医用工学の対外啓蒙活動として、京都大学大学院医学研究科医学領域産学連携推進機構主催のイノベーションハブ京都(IHK)「HiDEPセミナー／第48回IHK交流会」2020 （テーマ：医療機器の承認審査）での講師や、東北大学病院臨床研究推進センター主催の2015年講演会（テーマ：医療機器開発のプロセス 〜教育・研究・実用化から見た医療機器開発）で登壇している。